# Urostrophus longicauda
Urostrophus longicauda — вид ігуаноподібних ящірок родини Leiosauridae. Мешкає в Південній Америці.

## Поширення і екологія
Urostrophus longicauda живуть на вологих високтравних луках в регіоні Естерос-дель-Ібера, на кордоні Аргентини і парагвайського департамента Ітапуа.

## Збереження
МСОП класифікує цей вид як вразливий. Urostrophus longicauda загрожує знищення природного середовища.